# Armén Ohanián
Armén Ohanián (en armenio Արմեն Օհանյան, Armén Ohanián, 1887, Shamajá, Imperio ruso  - 1976, México) fue una bailarina, actriz, escritora y mujer de letras armenia.

## Biografía
Su verdadero nombre era Sofía Pirbudaghián. Después del devastador terremoto de un 1902, su familia se mudó a Bakú, donde la que sería artista siguió estudios en un colegio ruso. Se graduó en 1905, el mismo año en que las matanzas de armenios a manos de los tártaros, de las cuales fue testigo, provocaron la muerte de su padre y la ruina de su familia. Un matrimonio concertado de inmediato entre la joven Sofía y un armenio de Irán, Haik Ohanián, terminó en una rápida y completa separación (1905-1906). Conservando su apellido de casada, Sofía cambió su nombre por el de Armenuhí, luego reducido a Armén, y de retorno a Bakú dio sus primeros pasos como actriz en el Teatro Dramático Armenio de esa ciudad (1907-1908). Con el fin de perfeccionarse, partió hacia Moscú y estudió artes plásticas en la escuela Nelídova, mientras presentaba sus primeras danzas en el teatro Maly. 
Tras su retorno al Cáucaso y un paso fugaz por la Ópera de Tiflis (1909), Armén Ohanián volvió a Irán, donde apareció en escena como bailarina y actriz durante el último período de la Revolución Constitucional en ese país. Fundó la Unión de Iraníes Amantes del Teatro y en abril de 1910 organizó en Teherán una gala musical y literaria en conjunto con la Asociación de Beneficencia de Mujeres Iraníes. Por primera vez las mujeres iraníes tuvieron la oportunidad de subir al escenario y ver una película cinematográfica. En mayo del mismo año Ohanián dirigió y produjo en persa El revisor, una pieza teatral de Nikolái Gógol, en la que también interpretó el papel de María Antonovna. De esta manera, también se convirtió en la fundadora del teatro de corte occidental en Irán.
Durante su estancia allí perfeccionó sus dotes de danzarina oriental. Tras partir de Irán y sucesivas actuaciones en Constantinopla, Esmirna y Egipto, a principios de 1911 fue contratada para actuar en Londres. Desde entonces y hasta inicios de la década de 1930, aproximadamente, su nombre escaló posiciones en la escena de las danzas exóticas como parte de la oleada que inundó la escena cultural de Europa por aquel entonces. Usando los métodos de la “danza libre” desarrollados por la mundialmente célebre bailarina estadounidense Isadora Duncan, Ohanián creó sus propias coreografías sobre la base de música armenia e iraní. Muchos de sus cuadros de danza, como ser Salomé, En el templo de Anahit, Traición, La casamentera, Hashish, El gran kan de Shamajá y otros, fascinaron al público europeo. Sus presentaciones en Londres, París, Bruselas, Milán, Sofía, Madrid y otras ciudades europeas fueron ampliamente registradas por la prensa y recibidas con beneplácito por escritores como Maurice Maeterlinck, René Ghil, Claude Anet, entre otros. 
Tras establecerse en París (1912), Armén Ohanián también hizo sus primeras incursiones en la literatura y sus poemas y textos autobiográficos aparecieron en la prensa francesa. Su primer volumen en francés, La bailarina de Shamajá (1918, con prefacio de Anatole France), tuvo cinco reimpresiones en el mismo año y fue traducido al idioma inglés, castellano (dos ediciones, en París y Madrid), alemán, sueco y finés. Posteriormente publicó otros volúmenes en francés, como ser las secuelas de sus memorias, En las garras de la civilización (1921, traducido al alemán) y Las risas de una encantadora de serpientes (1931); una narración de su estadía en la Unión Soviética en 1926-1927, En la sexta parte del mundo (Viaje a Rusia) (1928), y una novela, El solista de Su Majestad (1929). 
Mantuvo relaciones íntimas con el pintor Emile Bernard, el escritor y político Maurice Barres, el escritor André Germain, y también con Nathalie Barney, escritora y auspiciante de un famoso salón literario en el París de aquellos tiempos. Finalmente se casó con el economista y diplomático mexicano Makedonio Garza en 1921, y después de vivir en París, Moscú y Madrid, la pareja se estableció definitivamente en México en 1934. 
La declinación de su carrera en la danza no impidió que Armén Ohanián continuase alimentando sus apetitos culturales y políticos. Durante un breve viaje en la década de 1920 ya se había interesado en las danzas nativas de México y en 1936 fundó una escuela de danzas en la Ciudad de México. Su compromiso político con el marxismo desde la década de 1920 se oficializó con su ingreso en el Partido Comunista Mexicano, donde actuó esencialmente en el aspecto cultural. Ohanián tradujo numerosos libros del ruso al castellano en colaboración con su marido, pero también se convirtió en una autora prolífica en el idioma de Cervantes con obras dedicadas a la literatura rusa, soviética y mexicana, como Las guerras campesinas en Rusia y Tolstói, La ruta de Máximo Gorki es la nuestra, Clásicos mexicanos, entre otras. En 1946, publicó Armenia feliz, un ensayo sobre Armenia soviética, que marcó una renovación de su interés por su patria ancestral. Entre su obra literaria, sin embargo, su trabajo predilecto fue un poema en armenio, Mi sueño de exiliada, publicado en 1953. 
Ohanián volvió fugazmente a la danza en México (1948) y apareció en la escena parisina en 1949 y 1953, cuando ya era sexagenaria. Durante una segunda visita a la Unión Soviética en 1958 con su esposo, ambos viajaron brevemente a Armenia, donde la bailarina donó parte de sus archivos personales al Museo de Literatura y Arte en Ereván. Después de su retorno a México, continuó escribiendo, traduciendo y publicando al menos hasta 1969, fecha en la que apareció un volumen de memorias en castellano.